# Kaizen

A palavra Kaizen em japonês.

Kaizen (改善), (do japonês, "melhoria" ou "mudança para melhor"), refere-se à filosofia ou às práticas que incidem sobre a melhoria contínua, sejam elas grandes ou pequenas, comumente associadas a operações de manufatura, como na Toyota, mas também está presente na engenharia, gestão de negócios em variadas áreas, na saúde psicoterapia, life-coaching, governos, bancos. Quando usado no sentido de negócio e aplicado ao local de trabalho, o kaizen refere-se a atividades que melhorem continuamente todas as funções e envolve todos os funcionários, desde o chief executive officer (CEO) até os trabalhadores da linha de montagem, além disso, pode ser aplicado a processos, como compra e logística, que cruzam fronteiras organizacionais da cadeia de suprimentos. Ao melhorar as atividades e processos padronizados, kaizen visa eliminar o desperdício (ver manufatura enxuta). O kaizen foi implementado pela primeira vez em várias empresas japonesas depois da Segunda Guerra Mundial. Desde então, o kaizen espalhou-se por todo o mundo